# Ciprian Porumbescu (Suceava)
Ciprian Porumbescu é uma comuna romena localizada no distrito de Suceava, na região de Bucovina. A comuna possui uma área de 30.52 km² e sua população era de 2191 habitantes segundo o censo de 2007.